# مدرسة (السفيرة)
مدرسة قرية سوريّة تتبع إداريّاً لمحافظة حلب منطقة السفيرة ناحية الحاجب، بلغ تعداد سكانها (97) نسمة حسب التعداد السكاني لعام 2004.